# 奥村栄同
奥村 栄同（おくむら てるあつ、1886年（明治19年）7月5日 - 1944年（昭和19年）12月30日）は、大正から昭和期の華族（男爵）。

## 経歴
加賀藩重臣奥村宗家第14代当主奥村栄滋の子として生まれる。1923年5月10日、父の死去に伴い男爵を襲爵した。
早稲田大学を卒業し金沢市役所に勤務した。

## 栄典
- 1927年（昭和2年）12月28日 - 従四位[3]

## 親族
- 妻：くら
- 養子：純松（実弟）